# Corinne Cléry
Corinne Cléry, pseudonimo di Corinne Marie Picolo (inizialmente conosciuta come Corinne Piccoli; Parigi, 23 marzo 1950), è un'attrice francese, attiva al cinema, in televisione e a teatro.
È divenuta celebre grazie all'interpretazione del personaggio di O, nel film Histoire d'O del 1975 diretto da Just Jaeckin e trasposizione cinematografica dell'omonimo romanzo scritto da Pauline Réage nel 1954.

## Biografia

Corinne Cléry madrina della finale della rassegna "Il più bello d'Italia" edizione 1992

Dal 1974 al 1976 partecipa alla rubrica pubblicitaria televisiva di Rai 1, Carosello, insieme a Yul Brynner e Luigi Bonosfansa, pubblicizzando il brandy René Briand. Il suo primo film di successo è Histoire d'O, film erotico del 1975, che la impone come icona dell'erotismo. Nel 1979 impersona la Bond girl Corinne Dufour, nel film della saga di James Bond Agente 007 - Moonraker - Operazione spazio. In seguito gran parte della sua carriera cinematografica si svolge in Italia, dove lavora per lo più in film erotici e commedie, diretta da Sergio Corbucci, Salvatore Samperi, Pasquale Festa Campanile, Carlo Vanzina, Carlo Lizzani, Giorgio Capitani, Lucio Fulci e molti altri. Negli anni ottanta è inoltre protagonista di diversi sceneggiati, fra cui Benedetta & Company (1983), Disperatamente Giulia (1989) e Vita coi figli (1990).

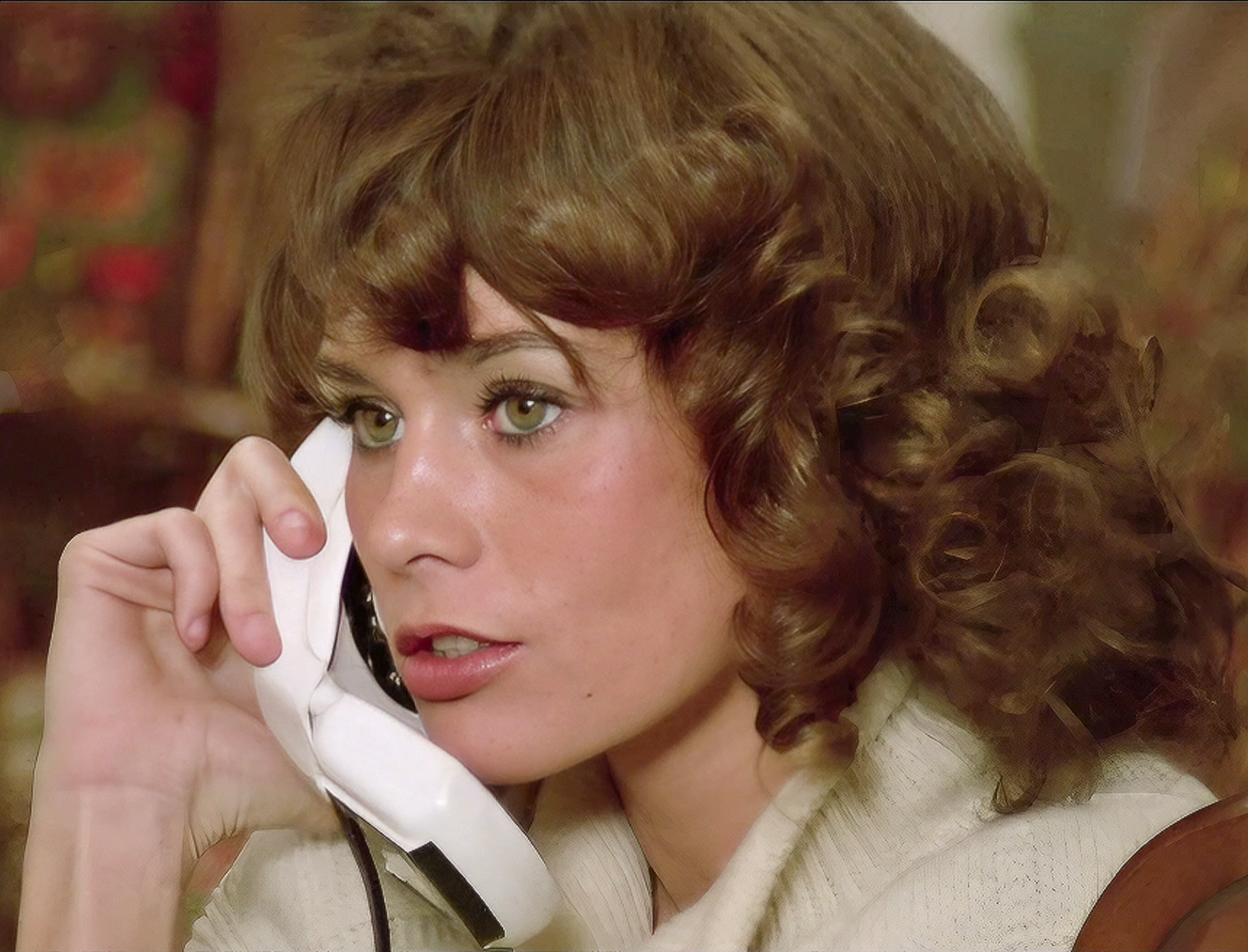
Corinne Cléry in Il sergente Rompiglioni (1973)

Nel 2004 è in teatro con Pier Maria Cecchini nella commedia Casina. Tra il 2006 e il 2015 prende parte a diverse rappresentazioni teatrali, tra cui C'è un uomo nudo in casa, Otto donne e un mistero e Tre donne in cerca di guai. Nel 2006 e nel 2007 è protagonista dell'ottava e nona stagione della soap opera di Rai 1 Incantesimo, in cui interpreta il ruolo di Viola Dessì, madre di Aldo Dessì, interpretato da Paolo Romano. Nel dicembre 1983 presenta per Rai 1, con Sammy Barbot, il programma settimanale Forte Fortissimo TV Top, su testi di Marco Di Tillo e Annabella Cerliani.
Nel gennaio 2009 partecipa come concorrente al reality di Rai 1 Ballando con le stelle, in coppia con il ballerino Chuck Danza. La coppia viene eliminata al termine della prima puntata. Nel settembre 2013 partecipa in qualità di concorrente alla seconda edizione del reality di Rai 2 Pechino Express, in coppia con l'attore Angelo Costabile, suo compagno. I due vengono eliminati al termine della quinta puntata. Dall'ottobre 2017 partecipa come concorrente alla seconda edizione del reality di Canale 5 Grande Fratello VIP, entrando in gara durante la sesta puntata e venendo eliminata nel corso della nona puntata con il 41% dei voti contro Raffaello Tonon e Aída Yéspica. Il 19 marzo 2021 partecipa a una puntata del gioco televisivo Soliti ignoti, condotto da Amadeus su Rai 1, vincendo la cifra di 20400 euro da devolvere all'Istituto Spallanzani di Roma. Nel 2023 partecipa alla  diciassettesima edizione de L'isola dei famosi venendo però eliminata.

## Vita privata
Nel 1967 sposa il produttore cinematografico Hubert Wayaffe. Dall'unione nasce Alexandre, unico figlio dell'attrice. La Cléry si risposa poi nel 2004 con l'arredatore Beppe Ercole, ex marito di Serena Grandi. La coppia rimane unita fino alla morte dell'uomo, avvenuta nel 2010.
Nel 2017 l'attrice risulta legata sentimentalmente ad Angelo Costabile, da cui poi si separerà.
In diverse interviste Corinne Cléry si è dichiarata anticomunista, nonché atea.

## Filmografia

### Cinema
- Les Poneyttes, regia di Joël Le Moigné (1967)
- Il sergente Rompiglioni, regia di Pier Giorgio Ferretti (1973)
- Histoire d'O, regia di Just Jaeckin (1975)
- Natale in casa d'appuntamento, regia di Armando Nannuzzi (1976)
- Striptease, regia di German Lorente (1976)
- E tanta paura, regia di Paolo Cavara (1976)
- Bluff - Storia di truffe e di imbroglioni, regia di Sergio Corbucci (1976)
- Sturmtruppen, regia di Salvatore Samperi (1976)
- Kleinhoff Hotel, regia di Carlo Lizzani (1977)
- Autostop rosso sangue, regia di Pasquale Festa Campanile (1977)
- Sono stato un agente C.I.A., regia di Romolo Guerrieri (1978)
- L'umanoide, regia di Aldo Lado e Enzo G. Castellari (1979)
- Moonraker - Operazione spazio (Moonraker), regia di Lewis Gilbert (1979)
- I viaggiatori della sera, regia di Ugo Tognazzi (1979)
- Eroina, regia di Massimo Pirri (1980)
- Odio le bionde, regia di Giorgio Capitani (1980)
- L'ultimo harem, regia di Sergio Garrone (1981)
- Il mondo di Yor, regia di Antonio Margheriti (1983)
- Tutti dentro, regia di Alberto Sordi (1984)
- Giochi d'estate, regia di Bruno Cortini (1984)
- Yuppies - I giovani di successo, regia di Carlo Vanzina (1986)
- Via Montenapoleone, regia di Carlo Vanzina (1986)
- Il miele del diavolo, regia di Lucio Fulci (1986)
- Rimini Rimini - Un anno dopo, regia di Bruno Corbucci (1988)
- La partita, regia di Carlo Vanzina (1988)
- Occhio alla perestrojka, regia di Castellano e Pipolo (1990)
- Vacanze di Natale '90, regia di Enrico Oldoini (1990)
- Per sempre, regia di Walter Hugo Khouri (1991)
- 28º minuto, regia di Gianni Siragusa (1991)
- Non chiamarmi Omar, regia di Sergio Staino (1992)
- Donna di cuori, regia di Luciano Crovato e Lina Mangiacapre (1994)
- A Dio piacendo, regia di Filippo Altadonna (1995)
- Le Roi de Paris, regia di Dominique Maillet (1995)
- Alex l'ariete, regia di Damiano Damiani (2000)
- Prigionieri di un incubo, regia di Franco Salvia (2001)
- Il diario di Matilde Manzoni, regia di Lino Capolicchio (2002)
- Il peso dell'aria, regia di Stefano Calvagna (2008)
- Ti stramo - Ho voglia di un'ultima notte da manuale prima di tre baci sopra il cielo, regia di Pino Insegno e Gianluca Sodaro (2008)
- Attesa e cambiamenti, regia di Sergio Colabona (2016)
- Oltre la nebbia - Il mistero di Rainer Merz, regia di Giuseppe Varlotta (2018)
- W gli sposi, regia di Valerio Zanoli (2019)
- Free - Liberi, regia di Fabrizio Maria Cortese (2020)
- Ritorno al crimine, regia di Massimiliano Bruno (2021)
- Io e Angela, regia di Herbert Simone Paragnani (2021)
- 72 Ore, regia di Luciano Luminelli (2023)
- Mamma qui comando io, regia di Federico Moccia (2023)

### Televisione
- Benedetta e company – film TV (1983)
- Skipper – film TV (1986)
- Turno di notte – miniserie TV, episodio 1x08 (1987)
- Una vittoria – miniserie TV (1988)
- Disperatamente Giulia – miniserie TV (1989)
- Vita coi figli – film TV (1990)
- I ragazzi del muretto – serie TV (1991)
- Le gabbianelle (Les Mouettes) – film TV (1991)
- Errore fatale, regia di Filippo De Luigi – film TV (1992)
- L'ispettore anticrimine – miniserie TV (1992)
- Moscacieca – miniserie TV (1993)
- La signora della città – film TV (1996)
- La villa dei misteri, regia di Beppe Cino – miniserie TV (1996)
- I misteri di Cascina Vianello – serie TV, episodio 1x01 (1997)
- La forza dell'amore – miniserie TV (1998)
- Tre addii – miniserie TV (1999)
- L'ispettore Giusti – serie TV, episodio 1x05 (1999)
- Stella di Mare - Hilfe, wir erben ein Schiff! – film TV (1999)
- Non ho l'età 2 – miniserie TV (2002)
- Don Matteo – serie TV episodio 3x05 (2002)
- Incantesimo – soap opera (2006-2008)
- Il ritmo della vita, regia di Rossella Izzo – film TV (2010)
- Fragili, regia di  Raffaele Mertes – miniserie TV  (2024-2025)

### Cortometraggi
- Preludio, regia di Stefania Rossella Grassi (2019)

## Teatro
- Casina (2004)
- C'è un uomo nudo in casa (2006)
- Otto donne e un mistero
- Il Tartuffo, di Molière, regia di Giovanni Anfuso (2012)
- Tre donne in cerca di guai (2015)
- 4 donne e una canaglia (2017)
- Sul lago dorato (2020)

## Programmi televisivi
- Sotto le stelle (Rai 1, 1983) co-conduttrice
- Forte Fortissimo TV Top (Rai 1, 1983) co-conduttrice
- Un altro varietà (Rai 2, 1986) co-conduttrice
- Il TG delle vacanze (Canale 5, 1991-1992) inviata
- L'Odissea (Canale 5, 1991)
- Ballando con le stelle 5 (Rai 1, 2009) concorrente
- Pechino Express - Obiettivo Bangkok (Rai 2, 2013) concorrente
- Grande Fratello VIP 2 (Canale 5, 2017) concorrente
- Alessandro Borghese - Celebrity Chef 1 (TV8, 2022) concorrente
- Nudi per la vita (Rai 2, 2022)  concorrente
- L'isola dei famosi 17 (Canale 5, 2023)

## Doppiatrici italiane
- Vittoria Febbi in Histoire d'O, E tanta paura, Bluff - Storia di truffe e di imbroglioni, Autostop rosso sangue, Moonraker - Operazione spazio, I viaggiatori della sera, Via Montenapoleone, Sono stato un agente C.I.A.
- Serena Verdirosi in La partita
- Noemi Gifuni in Moscacieca
- Cinzia De Carolis in La villa dei misteri
- Angiola Baggi in Vita coi figli
- Daniela Nobili in Il miele del diavolo

## Discografia
- 1975 – Je ne suis que de l'amour/Le ruban (7")